# Bistum Dumka
Das Bistum Dumka (lateinisch Dioecesis Dumkaensis) ist eine im indischen Bundesstaat Jharkhand gelegene römisch-katholische Diözese mit Sitz in der Stadt Dumka.

## Geschichte
Papst Pius XII. gründete die Apostolische Präfektur Malda mit der Apostolischen Konstitution Tam opportunum  am 17. Januar 1952 aus Gebietsabtretungen des Bistums Dinajpur. Mit der Apostolischen Konstitution Exsultat sancta Mater Ecclesia wurde sie am 8. August 1962 unter Umbenennung in Dumka zum Bistum erhoben.
Am 8. Juni 1978 verlor es einen Teil seines Territoriums an das Bistum Raiganj. Am 27. Juni 1998 verlor es einen Teil seines Territoriums an das Bistum Purnea.

## Territorium
Das Bistum Dumka umfasst die Distrikte Dumka, Sahibganj, Pakur, Deoghar (nur das Taluk Madhupur) im Bundesstaat Jharkhand sowie Purnia, Katihar, Araria und Kishanganj im Bundesstaat Bihar und das Taluk Rampurhat im Distrikt Birbhum im Bundesstaat Westbengalen.

## Ordinarien

### Apostolischer Präfekt von Malda
- Adam Grossi PME (28. März 1952–1962)

### Bischöfe von Dumka
- Leo Tigga SJ (8. August 1962–8. Juni 1978, dann Bischof von Raiganj)
- Telesphore Placidus Toppo (8. Juni 1978–8. November 1984, dann Koadjutorerzbischof von Ranchi)
- Stephen M. Tiru (18. April 1986–1. April 1995, dann Bischof von Khunti)
- Julius Marandi (seit 14. Juni 1997)